# 두려움과 떨림

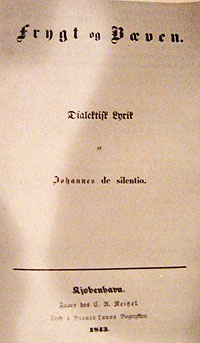

《두려움과 떨림》(Frygt og Bæven)은 덴마크 철학자 쇠렌 키르케고르의 철학책이다.

## 소개
키르케고르가 ‘신앙의 기사’라고 부른 아브라함이 아들 이사악을 희생 제물로 바친 행위를 묘사한 ＜조율＞, ＜아브라함에 대한 찬미＞, ＜문제들＞ 중 ‘예비적 심정 토로’ 부분을 옮겼다. 윤리적으로는 이해할 수 없는 아브라함의 행위를 심미적·윤리적·종교적, 최종적으로는 기독교적 실존에 따라 다각도로 바라보면서 오로지 믿음을 통해서만 가능한 행위라고 말한다. 그리고 이것이 바로 우리에게 두려움과 떨림을 불러일으키는 원인이다.
키르케고르의 저술 작업은 이중으로 진행되었다. 그는 자신의 저서를 발표할 때마다 허구의 익명을 저자로 내세운 이른바 익명의 저작과 그 자신의 실명을 내세운 강화집을 동시에 발표했다. 익명의 저작들은 일반 독자를 대상으로 한 것으로, 심미적 실존에서 시작해서, 윤리적 실존, 종교적 실존, 최종적으로는 기독교적 실존에 이르는 궤도를 따르고 있다. 다른 한편으로는 그 자신의 이름으로 발표한 강화집이 있는데, 이는 진정한 그리스도인으로 추정되는 독자들을 대상으로 한 것으로, 일종의 설교문과 비슷한 것들이다. 이 책은 ≪반복≫과 동시에 ‘침묵의 요하네스’라는 익명으로 발표된 저작으로서, 종교적 실존을 다루고 있다. 운동을 문제 삼고 있는 ≪반복≫과 달리 여기서는 윤리적 실존에 대한 문제를 제기하고 있다.
성서의 ＜창세기＞에 나오는 아브라함과 이사악의 이야기를 다각도로 재구성함으로써, 아들 이사악을 희생 제물로 바치라는 하느님의 명령에 대해 아브라함이 보여준 행위에 대한 심리적, 윤리적, 종교적 이해를 시도하고 있다. 성서에 의하면 아브라함은 아들을 희생시키라는 하느님의 명령에 순종하여 아들 이사악을 모리야 산으로 끌고 가서 번제의 제물로 바치려고 했다. 하느님의 명령은 누가 보더라도 반윤리적이며, 따라서 아브라함의 행위 역시 객관적으로는 이해될 수 없다. 윤리적으로 보면 아브라함은 살인미수자, 그것도 살인 중에 가장 잔인한 살인으로 규정되어 있는 비속 살인미수자인 것이다. 그런데 어떻게 이런 범죄자가 기독교에서는 신앙의 영웅으로 찬양되고 있는가?
키르케고르에 따르면 아브라함은 윤리적 의무를 무한히 체념하고 하느님에 대한 절대적 관계 속으로 들어갔다. 아브라함은 자신을 제약하는 윤리적 의무와 그 윤리적 의무를 지지하는 보편적 세계를 넘어서서 하느님 앞에 홀로 선 것이다. 아브라함의 이러한 영웅적 비약은 너무나 높은 경지여서 이 기막힌 비약 앞에서 뭇사람은 한없는 두려움으로 전율하게 된다는 것이다. 아브라함의 종교적 실존에서 아브라함의 발목을 잡는 것은 다름 아닌 윤리적인 것이다. 윤리적인 것은 뭇사람에게는 높은 이상으로 다가오지만 아브라함의 경우에는 발목을 잡아당기는 달콤한 유혹일 뿐이다. 아브라함은 이 달콤하기 그지없는 유혹을 상상할 수도 없는 단호한 결단으로 뿌리쳤기 때문에 윤리적 의무를 지지하는 보편적 세계의 밖으로 나가버린 외톨이가 될 수 있었다.

## 한국어 번역
- 《두려움과 떨림 : 변증법적 서정시》, 임규정(옮김), 지만지, 2014, ISBN 978-89-6228-334-1
- 《공포와 전율》, 임춘갑(옮김), 치우, 2011, ISBN 978-89-9660-690-1